# 锡珠
锡珠，正白旗人，是一名清朝政治人物。
锡珠曾于乾隆九年(1744年)接替庄年任建宁府知府一职，乾隆十年(1745年)由章廷楷接任。